# Thank U, Next (album)
Cet article concerne l'album. Pour la chanson du même nom, voir Thank U, Next (chanson).
Albums de Ariana Grande
Sweetener
(17 août 2018) Positions
(30 octobre 2020)
Singles
1. Thank U, Next
Sortie : 3 novembre 2018
2. 7 rings
Sortie : 18 janvier 2019
3. Break Up with Your Girlfriend, I'm Bored
Sortie : 8 février 2019

Thank U, Next (stylisé thank u, next) est le cinquième album studio de la chanteuse américaine Ariana Grande sorti le 8 février 2019 sur le label Republic Records.
L'album fait suite à son précédent opus, Sweetener, sorti en 2018.
Le premier single issu de cet album, nommé lui aussi thank u, next, a été dévoilé le 3 novembre et a atteint la première place du Billboard Hot 100 aux États-Unis, devenant ainsi le premier single d'Ariana Grande à accomplir cet exploit. De plus, le deuxième single, 7 rings, a lui aussi atteint la première place de ce prestigieux classement, faisant ainsi d'Ariana Grande la seconde artiste féminine de l'histoire (après Mariah Carey) à avoir deux singles issus du même album classés no 1 du Billboard Hot 100.
Tout comme Reputation de Taylor Swift, il devient l'album ayant atteint le plus rapidement la première place des meilleurs albums sur iTunes US, et cela en à peine 5 minutes.
Cet album reçoit le prix du meilleur album 2019 au Billboard Hot 100.
Il reçoit aussi le prix du plus aimé et du plus écouté de 2019 sur Spotify.
Ariana Grande reçoit le prix de l'album qui a été le plus vite première place dans le Billboard Hot 100.

## Contexte
En septembre 2018, dès la mort de Mac Miller, l'ex d'Ariana Grande, celle-ci annonce alors faire une pause dans la musique.
Cependant, cette dernière annonce dès le mois d'octobre travailler sur de nouveaux morceaux et d'être en train de préparer sa prochaine tournée internationale, le Sweetener World Tour. Elle a alors déclaré que cette tournée comporterait des titres de l'album Sweetener sorti en 2018 et de son cinquième futur album.
Elle sort avec surprise le single thank u, next le 3 novembre 2018 en tant que lead-single de cet album.

## Singles

### Singles officiels
Le premier single de l'album, thank u, next, est sorti le 3 novembre 2018.
Le second single officiel, 7 rings, a été dévoilé le 17 janvier 2019.
Le troisième single, break up with your girlfriend, i'm bored, a été publié le 8 février 2019, avec la sortie de l'album.

### Single promotionnel
Le single promotionnel, imagine, a été dévoilé le 14 décembre 2018.

## Promotion de l'album
Le 21 janvier 2019, Ariana Grande annonce, par le biais d'un tweet, le début des préventes de l'album, la liste des titres ainsi que la présentation de la pochette de l'album pour le vendredi 25 janvier.
De plus, elle confirme également la sortie de cet album pour le mois de février 2019, sans pour autant donner de date précise. Cependant, Ariana Grande laisse planer le doute sur une éventuelle sortie de cet album pour le 8 février.

## Liste des titres
| thank u, next - Édition standard | thank u, next - Édition standard         | thank u, next - Édition standard | thank u, next - Édition standard                                                   | thank u, next - Édition standard | thank u, next - Édition standard | thank u, next - Édition standard | thank u, next - Édition standard | thank u, next - Édition standard | thank u, next - Édition standard |
| No                               | Titre                                    | Auteur | Producteur(s)                                                                      | Durée                            |                                  |                                  |                                  |                                  |                                  |
| -------------------------------- | ---------------------------------------- | --- | ---------------------------------------------------------------------------------- | -------------------------------- | -------------------------------- | -------------------------------- | -------------------------------- | -------------------------------- | -------------------------------- |
| 1.                               | imagine                                  | - Ariana Grande - Andrew Wansel - Nathan Perez - Priscilla Renea - Jameel Roberts                                                                                         | - Andrew Wansel - Nathan Perez                                                     | 3:32                             |                                  |                                  |                                  |                                  |                                  |
| 2.                               | needy                                    | - Ariana Grande - Tommy Brown - Victoria Monét - Tayla Parx | - Tommy Brown - Victoria Monét - Tayla Parx                                        | 2:51                             |                                  |                                  |                                  |                                  |                                  |
| 3.                               | NASA                                     | - Ariana Grande - Tommy Brown - Charles Anderson - Victoria Monét - Tayla Parx                                                                                            | - Tommy Brown - Charles Anderson - Victoria Monét                                  | 3:02                             |                                  |                                  |                                  |                                  |                                  |
| 4.                               | bloodline                                | - Ariana Grande - Max Martin - Ilya Salmanzadeh - Savan Kotecha | Max Martin                                                                         | 3:36                             |                                  |                                  |                                  |                                  |                                  |
| 5.                               | fake smile                               | - Ariana Grande - Andrew Wansel - Nathan Perez - Priscilla Renea - Kennedi Lykken - Justin Tranter - Joseph W. Frierson - Mary Lou Frierson                               | - Andrew Wansel - Nathan Perez                                                     | 3:28                             |                                  |                                  |                                  |                                  |                                  |
| 6.                               | bad idea                                 | - Ariana Grande - Max Martin - Ilya Salmanzadeh - Savan Kotecha | - Max Martin - Ilya Salmanzadeh                                                    | 4:27                             |                                  |                                  |                                  |                                  |                                  |
| 7.                               | make up                                  | - Ariana Grande - Tommy Brown - Tayla Parx - Victoria Monét - Brian Malik Baptiste                                                                                        | - Tommy Brown - Brian Malik Baptiste - Victoria Monét - Tayla Parx                 | 2:20                             |                                  |                                  |                                  |                                  |                                  |
| 8.                               | ghostin                                  | - Ariana Grande - Max Martin - Victoria Monét - Ilya Salmanzadeh - Savan Kotecha                                                                                          | - Ilya Salmanzadeh - Victoria Monét - Max Martin                                   | 4:31                             |                                  |                                  |                                  |                                  |                                  |
| 9.                               | in my head                               | - Ariana Grande - Brittany Chi Coney - Denisia Andrews - Andrew Wansel - Nathan Perez - Lindel Deon Nelson Jr - Jameel Roberts                                            | - Andrew Wansel - Nathan Perez - Brittany Chi Coney - Denisia Andrews - Sean Klein | 3:42                             |                                  |                                  |                                  |                                  |                                  |
| 10.                              | 7 rings                                  | - Ariana Grande - Tommy Brown - Charles Anderson - Michael Foster - Victoria Monét - Tayla Parx - Njomza Vitia - Richard Rogers - Oscar Hammerstein II - Kimberly Krysiuk | - Tommy Brown - Charles Anderson - Michael Foster - Victoria Monét                 | 2:58                             |                                  |                                  |                                  |                                  |                                  |
| 11.                              | thank u, next                            | - Ariana Grande - Tommy Brown - Michael Foster - Charles Anderson - Tayla Parx - Victoria Monét - Njomza Vitia - Kimberly Krysiuk                                         | - Tommy Brown - Charles Anderson - Michael Foster - Ariana Grande - Victoria Monét | 3:27                             |                                  |                                  |                                  |                                  |                                  |
| 12.                              | break up with your girlfriend, i'm bored | - Ariana Grande - Kandi Burruss - Kevin « She'kspere » Briggs - Max Martin - Ilya Salmanzadeh - Savan Kotecha                                                             | - Max Martin - Ilya Salmanzadeh                                                    | 3:10                             |                                  |                                  |                                  |                                  |                                  |
| 41:11                            |                                          | |                                                                                    |                                  |                                  |                                  |                                  |                                  |                                  |

Notes
- La pochette de l'album existe sous deux versions différentes : une pochette rose pour l'édition digitale et une pochette noire pour l'édition physique.
- fake smile contient un sample de After Laughter (Comes Tears), chanté par Wendy Rene.
- ghostin contient un sample de 2009, chanté par Mac Miller[12],[13].
- 7 rings réutilise la mélodie de My Favorite Things de Richard Rodgers et Oscar Hammerstein ainsi qu'une interpolation de Gimme the Loot de The Notorious B.I.G. dans le pont de la chanson.
- break up with your girlfriend, i'm bored contient un sample de It Makes Me Ill chanté par le boys band américain NSYNC.

## Tournée
Ariana Grande a confirmé que la tournée de Sweetener serait combinée avec l'album Thank U, Next.
Les dates nord-américaines du Sweetener World Tour ont été annoncées le 25 octobre 2018 et la tournée a débuté le 18 mars 2019.
Les dates européennes de la tournée ont été annoncées le 14 décembre 2018. La tournée a débuté le 17 août 2019, à Londres. Le Sweetener World Tour est également passé par Paris pour deux dates, le 27 et le 28 août 2019 et en Belgique à Anvers pour une date, le 30 août 2019.

## Classements hebdomadaires
| Classement (2019)                  | Meilleure position |
| ---------------------------------- | ------------------ |
| Allemagne (Media Control AG)       | 3                  |
| Australie (ARIA)                   | 1                  |
| Autriche (Ö3 Austria Top 40)       | 1                  |
| Belgique (Flandre Ultratop)        | 1                  |
| Belgique (Wallonie Ultratop)       | 3                  |
| Canada (Canadian Albums Chart)     | 1                  |
| Danemark (Tracklisten)             | 1                  |
| Écosse (OCC)                       | 1                  |
| Espagne (Promusicae)               | 3                  |
| États-Unis (Billboard 200)         | 1                  |
| Finlande (Suomen virallinen lista) | 2                  |
| France (SNEP)                      | 3                  |
| Irlande (IRMA)                     | 1                  |
| Italie (FIMI)                      | 2                  |
| Norvège (VG-lista)                 | 1                  |
| Pays-Bas (Mega Album Top 100)      | 2                  |
| Portugal (AFP)                     | 2                  |
| Royaume-Uni (UK Albums Chart)      | 1                  |
| Suède (Sverigetopplistan)          | 1                  |
| Suisse (Schweizer Hitparade)       | 2                  |

## Certifications
| Pays              | Certification | Ventes    |
| ----------------- | ------------- | --------- |
| Australie (ARIA)  | Platine       | 70 000    |
| États-Unis (RIAA) | 2 × Platine   | 2 000 000 |
| France (SNEP)     | Platine       | 100 000   |
| Royaume-Uni (BPI) | Platine       | 300 000   |